# Чеська мова
Чеська мова (чеськ. čeština, [че́штіна]) — мова чехів, одна зі слов'янських мов. Належить до західнослов'янської групи; найближча до словацької мови, з якою вона об'єднується в чесько-словацьку підгрупу.
Загальна кількість носіїв чеської мови у світі перевищує 10,62 млн., з них у Чехії - 10,40 млн. (2012). Невеликі групи носіїв чеської мови живуть також у Словаччині, Австрії, Росії, Хорватії, у низці країн Західної Європи, у США, Канаді, Аргентині, Австралії та інших країнах. Є офіційною мовою Чехії і однією з 24 офіційних мов Європейського союзу (з 2004 року). У ряді держав Центральної та Східної Європи, в яких чехи, як правило, розселені компактно (Австрія, Боснія та Герцеговина, Хорватія та Словаччина), для чеської передбачена можливість набуття статусу регіональної мови.
В основі писемності чеської мови лежить латинська абетка. Перші пам'ятки чеської писемності відносяться до кінця XIII століття. В історії чеської літературної мови виділяють давньочеський (до 1500 року), старочеський (до першої половини XVIII століття) та новочеський (з другої половини XVIII століття) періоди.

## Історія
Перші письмові пам'ятки чеської мови датуються 12-м століттям. Чеська мова і культура активно розвивалася в час Карла IV. У 15-16-му століттях стабілізувалася літературна чеська, зокрема завдяки Яну Гусу, який систематизував використання діакритичних знаків, а у 1533 р. з'явилася перша чеська граматика. Але згодом, під впливом австрійського панування, німецька мова почала переважати і витіснила чеську в міському середовищі.
Повноцінне відродження чеської мови розпочалося у середині 19-го століття, після революції 1848 р. Однією з передумов цьому було скасування кріпацтва в останній третині 18-го століття. Процес відродження мови тривав 100—150 років.

## Діалекти
Виокремлюють три або чотири діалекти з поділом власне чеського на кілька говірок:
1. Власне чеський діалект, який охоплює західну частину Чехії з м. Прага (територія між Південно-Західною Польщею, Німеччиною й Австрією). Цей діалект поділяється на чотири групи говірок: середньочеські (центр — м. Прага); східночеські; західночеські; південночеські.
2. Ганацький (моравський) діалект (центр — м. Брно).
3. Ляський (сілезький) діалект, який поширений у північно-східній частині Чехії уздовж кордону з Польщею.

Деякі вчені виділяють ще й моравсько-словацький діалект, який, за наведеною вище класифікацією є східною частиною ганацького (моравського) наріччя.

## Фонетика
Голосні звуки. В чеській мові розрізняють довгі та короткі голосні. Якість голосного не залежить від його позиції у слові, від наголосу, типу складу, темпу мовлення. Короткі голосні дещо коротші, ніж наголошені українські, а чеські довгі голосні вимовляються приблизно вдвічі довше, ніж короткі. Чеські ненаголошені голосні не редукуються. Чеські голосні під наголосом не подовжуються. Систему голосних доповнюють дифтонги — [ou], [eu], [au].
Приголосні звуки. На відміну від української мови, у якій більшість приголосних можлива і в м'якому, і в твердому варіанті, у чеській мові всі приголосні звуки, за винятком кількох, тверді. До м'яких приголосних належать [j] (у чеській орфографії j), [ɟ] (ď), [c] (ť), [ɲ] (ň). Наявний фрикативний звук [ɦ] (h). Носіями складу можуть бути приголосні [r], [l] (а в поодиноких випадках і [m], [n]) у позиції між приголосними (prst, krk, vlna) або в кінці слова (nesl, sedm).
Наголос. Наголос сталий — на першому складі.

## Графіка

### Абетка
| Літера | Назва літери   | Звук у чеській мові | Приблизний український відповідник |                                  |
| ------ | -------------- | ------------------- | ---------------------------------- | -------------------------------- |
| A a    | a              | [a]                 | а                                  |                                  |
| Á á    | dlouhé á       | [a:]                | а довге                            |                                  |
| B b    | bé             | [b]                 | б                                  |                                  |
| C c    | cé             | [c]                 | ц                                  |                                  |
| Č č    | čé             | [tʃ]                | ч                                  |                                  |
| D d    | dé             | [d]                 | д                                  |                                  |
| Ď ď    | ďé             | [dʲ]                | дь                                 |                                  |
| E e    | é              | [e]                 | е                                  |                                  |
| É é    | dlouhé é       | [e:]                | е довге                            |                                  |
| Ě ě    | ije            | [je]                | є                                  |                                  |
| F f    | ef             | [f]                 | ф                                  |                                  |
| G g    | gé             | [g]                 | ґ                                  |                                  |
| H h    | há             | [h]                 | г                                  |                                  |
| Ch ch  | chá            | [χ]                 | х                                  |                                  |
| I i    | í              | [i]                 | і                                  |                                  |
| Í í    | dlouhé í       | [i:]                | і довге                            |                                  |
| J j    | jé             | [j]                 | й                                  |                                  |
| K k    | ká             | [k]                 | к                                  |                                  |
| L l    | el             | [l]                 | л                                  |                                  |
| M m    | em             | [m]                 | м                                  |                                  |
| N n    | en             | [n]                 | н                                  |                                  |
| Ň ň    | eň             | [nʲ]                | нь                                 |                                  |
| O o    | ó              | [o]                 | о                                  |                                  |
| Ó ó    | dlouhé ó       | [o:]                | о довге                            |                                  |
| P p    | pé             | [p]                 | п                                  |                                  |
| Q q    | kvé            | [kv]                | кв                                 | (вживається в іншомовних словах) |
| R r    | er             | [r]                 | р                                  |                                  |
| Ř ř    | eř             | [r̝]                 | рж                                 |                                  |
| S s    | es             | [s]                 | с                                  |                                  |
| Š š    | eš             | [ʃ]                 | ш                                  |                                  |
| T t    | té             | [t]                 | т                                  |                                  |
| Ť ť    | ťé             | [tʲ]                | ть                                 |                                  |
| U u    | ú              | [u]                 | у                                  |                                  |
| Ú ú    | dlouhé ú       | [u:]                | у довге                            | (на початку слів)                |
| Ů ů    | ů s kroužkem   | [uo]                | у довге                            | (з середини/на кінці слів)       |
| V v    | vé             | [v]                 | в                                  |                                  |
| W w    | dvojité vé     | [v]                 | в                                  | (вживається в іншомовних словах) |
| X x    | iks            | [ks], [gz]          | кс, ґз                             | (вживається в іншомовних словах) |
| Y y    | ypsilon        | [ɪ]                 | и                                  |                                  |
| Ý ý    | dlouhé ypsilon | [ɪː]                | и довга                            |                                  |
| Z z    | zet            | [z]                 | з                                  |                                  |
| Ž ž    | žet            | [ʒ]                 | ж                                  |                                  |

## Лексика

### Список Сводешадля чеської мови
| Чеська               | Українська      |
| -------------------- | --------------- |
| já                   | я               |
| ty                   | ти              |
| on                   | він             |
| my                   | ми              |
| vy                   | ви              |
| oni, ony             | вони            |
| tento, tato, toto    | цей, ця, це     |
| tamten, tamta, tamto | той, та, то     |
| tady                 | тут             |
| tam                  | там, туди       |
| kdo                  | хто             |
| co                   | що              |
| kde                  | де              |
| kdy                  | коли            |
| jak                  | як              |
| ne                   | не              |
| všechno              | весь, вся, все  |
| mnoho                | багато          |
| několik              | декілька        |
| nemnoho              | небагато        |
| jiný                 | інший           |
| jeden                | один            |
| dva                  | два             |
| tři                  | три             |
| čtyři                | чотири          |
| pět                  | п'ять           |
| velký                | великий         |
| dlouhý               | довгий          |
| široký               | широкий         |
| tlustý               | товстий         |
| těžký                | тяжкий          |
| malý                 | малий           |
| krátký               | короткий        |
| uzký                 | вузький         |
| tenký                | тонкий          |
| žena                 | жінка           |
| muž                  | чоловік         |
| člověk               | людина          |
| dítě                 | дитина          |
| žena, manželka       | жінка, дружина  |
| muž, manžel          | чоловік         |
| matka                | матір           |
| otec                 | батько          |
| zvíře                | звір, тварина   |
| ryba                 | риба            |
| pták                 | птах            |
| pes                  | собака, пес     |
| veš                  | вош             |
| had                  | змія            |
| červ                 | черв            |
| dřevo                | дерево          |
| les                  | ліс             |
| hůl, klacek, prut    | палиця, прут    |
| ovoce                | плід, фрукт     |
| semeno               | насінина        |
| list                 | листок          |
| kořen                | корінь          |
| kůra                 | кора            |
| květ                 | квітка          |
| tráva                | трава           |
| lano                 | мотузка         |
| kůže                 | шкіра           |
| maso                 | м'ясо           |
| krev                 | кров            |
| kost                 | кістка          |
| tuk                  | жир             |
| vejce                | яйце            |
| roh                  | ріг             |
| ocas                 | хвіст           |
| pero                 | перо            |
| vlasy                | волосся         |
| hlava                | голова          |
| ucho                 | вухо            |
| oko                  | око             |
| nos                  | ніс             |
| ústa                 | рот, уста       |
| zub                  | зуб             |
| jazyk                | язик            |
| nehet                | ніготь          |
| noha                 | нога            |
| koleno               | коліно          |
| ruka                 | рука            |
| křídlo               | крило           |
| břicho               | живіт           |
| vnitrnosti           | нутрощі, кишки  |
| krk, šíje            | горло, шия      |
| záda, hřbet          | спина (хребет)  |
| prs, hruď            | груди           |
| srdce                | серце           |
| játra                | печінка         |
| pít                  | пити            |
| jíst                 | їсти            |
| kousat               | гризти, кусати  |
| sát                  | ссати           |
| plivat               | плювати         |
| zvracet              | блювати         |
| foukat               | дути            |
| dýchat               | дихати          |
| smát se              | сміятися        |
| vidět                | бачити          |
| slyšet               | чути            |
| vědět                | знати           |
| myslet               | думати, мислити |

| Чеська            | Українська           |
| ----------------- | -------------------- |
| čichat            | нюхати               |
| bát se            | боятися              |
| spát              | спати                |
| žít               | жити                 |
| umírat            | вмирати              |
| zabít             | убивати              |
| bojovat           | боротися             |
| lovit             | полювати, ловити     |
| udeřit            | вдарити              |
| řezat             | різати, рубати       |
| rozdělit          | розділити            |
| bodnout           | проколоти            |
| škrábat           | шкрябати             |
| kopat             | копати, рити         |
| plavat            | плавати              |
| letět             | літати               |
| jít               | ходити, йти          |
| přijít            | приходити, прийти    |
| ležet             | лежати               |
| sedět             | сидіти               |
| stát              | стояти               |
| obrátit           | обертати, вертіти    |
| padat, upadnout   | падати               |
| dát               | давати               |
| držet             | тримати, держати     |
| stlačit           | стискати             |
| třít              | терти                |
| mýt, umývat       | мити, вмиватися      |
| utírat            | витирати             |
| tahat             | тягнути              |
| tlačit            | штовхати             |
| házet             | кидати               |
| vázat             | в'язати              |
| šít               | шити                 |
| počítat           | рахувати             |
| říkat             | говорити, сказати    |
| zpívat            | співати              |
| hrát              | грати                |
| plout             | плисти               |
| téci              | текти                |
| mrznout, zmrznout | мерзнути, замерзнути |
| otékat            | набрякати            |
| slunce            | сонце                |
| měsíc             | місяць               |
| hvězda            | зірка                |
| voda              | вода                 |
| déšť              | дощ                  |
| řeka              | ріка                 |
| jezero            | озеро                |
| moře              | море                 |
| sůl               | сіль                 |
| kámen             | камінь               |
| písek             | пісок                |
| prach             | пилюка, порох        |
| země              | земля                |
| mrak              | хмара                |
| mlha              | туман, імла          |
| nebe              | небо                 |
| vítr              | вітер                |
| sníh              | сніг                 |
| led               | лід                  |
| kouř, dým         | курява, дим          |
| oheň              | вогонь               |
| popel             | попіл                |
| hořet             | горіти, палити       |
| silnice, cesta    | дорога, шлях         |
| hora              | гора                 |
| červený           | червоний             |
| zelený            | зелений              |
| žlutý             | жовтий, золотий      |
| bílý              | білий                |
| černý             | чорний               |
| noc               | ніч                  |
| den               | день                 |
| rok               | рік                  |
| teplý             | теплий               |
| studený, chladný  | студений, холодний   |
| plný              | повний               |
| nový              | новий                |
| starý             | старий               |
| dobrý             | добрий               |
| špatný, zlý       | злий, поганий        |
| shnilý            | гнилий               |
| špinavý           | брудний              |
| přímý             | прямий               |
| kulatý            | круглий              |
| ostrý             | гострий              |
| tupý              | тупий                |
| hladký            | гладкий, рівний      |
| mokrý             | мокрий               |
| suchý             | сухий                |
| správný           | правильний           |
| blízký            | близький             |
| daleký            | далекий              |
| pravý             | правий               |
| levý              | лівий                |
| u                 | при, біля            |
| v                 | в                    |
| s                 | з                    |
| a                 | і                    |
| jestliže          | якщо                 |
| protože           | тому що              |
| jméno             | ім'я                 |

## Приклад
«Заповіт» Тараса Шевченка чеською мовою у перекладі Яна Туречека-Їзерського):
| Odkaz Až já umřu, pochovejte mě kdes na mohyle, vprostřed stepi nedohledné. na Ukrajině milé, aby lány širých polí, Dněpr, srázy stinné bylo vidět, bylo slyšet, s hukotem jak plyne. Až ponese z Ukrajiny nepřátel krev zlobnou... tehdy i já rozloučím se se svou zemí rodnou, opustím své milé, lány — duch se k bohu vrátí s modlitbou... Však do té chvíle — nechci boha znáti. Pochovejte a vstávejte, zlomte pouta v boji, nepřátelskou zlobnou krví zkropte volnost svoji. Na mě v rodině své velké, v svazku volném, novém vzpomeňte si potom jednou nezlým, tichým slovem. |

 Джерело: Т. Г. Шевченко, «Заповіт» мовами народів світу, 1964, (с. 74—75.)